# آنیزه نانو
آنیزه نانو (ایتالیایی: Agnese Nano؛ زادهٔ ۵ نوامبر ۱۹۶۵) بازیگر اهل ایتالیا است.
از فیلم‌ها یا برنامه‌های تلویزیونی که وی در آن نقش داشته‌است، می‌توان به افسون، سینما پارادیزو، معجزه در سنت آنا، زن و دریافت‌کننده جاسوس بود اشاره کرد.